# Cantonamento telefónico
O cantonamento telefónico é um sistema de operação de uma linha ferroviária onde os agentes numa estação pedem autorização à estação seguinte para que o trem (português brasileiro) ou comboio (português europeu) possa avançar. A utilização do cantonamento telefónico remonta ao século XIX e era feita através de comunicação por telégrafo.

## Em Portugal
Em setembro de 2005, 40% da rede ferroviária portuguesa funcionava recorrendo ao cantonamento telefónico. 
1. 1 2  «SOCIEDADE | PÚBLICO». Público. 11 de setembro de 2005
2. ↑  «Léxico | Infraestruturas de Portugal». Infraestruturas de Portugal
3. ↑  «Beja e Évora voltam a ter comboio direto após 11 anos». Dinheiro Vivo. 10 de junho de 2021